# Colwich (Kansas)
Pour les articles homonymes, voir Colwich.
Colwich est une ville américaine située dans le comté de Sedgwick dans l’État du Kansas.